# Patagioenas
Patagioenas es un género de aves columbiformes de la familia Columbidae que incluye diversas especies de palomas propias de América.

## Taxonomía
Se conocen 18 especies de Patagioenas, que pueden distribuirse en cuatro grupos sobre la base de estudios moleculares (ADN mitocondrial e intrón 7 del gen nuclear del β-fibrinógeno) y análisis de las vocalizaciones:

Grupo caribaea. Cola con bandas terminales y cuello iridiscentes. Series de arrullos bajos y simples. Es el grupo más basal.
- Patagioenas caribaea, paloma jamaicana;[4]
- Patagioenas fasciata, paloma torcaza;
- Patagioenas araucana, paloma araucana;

Grupo leucocephala. Cuello iridiscente y plumaje oscuro, o coberteras con el ángulo externo blanco, o apariencia moteada. Grupos de arrullos triples con el primero de cada uno alargado (excepto en P. speciosa)
- Patagioenas albipennis, paloma moteada aliblanca;
- Patagioenas leucocephala, paloma coronita;
- Patagioenas squamosa, paloma isleña;
- Patagioenas speciosa, paloma escamosa;
- Patagioenas picazuro, paloma picazuró;
- Patagioenas corensis, paloma aliblanca;
- Patagioenas maculosa, paloma moteada;

Grupo cayennensis. Sin colores especiales en el plumaje, excepto la cabeza iridiscente en P. cayennensis. Grupos de arrullos dobles y triples, con el primero de cada uno corto.
- Patagioenas cayennensis, paloma colorada;
- Patagioenas flavirostris, paloma piquirroja;
- Patagioenas oenops, paloma peruana;
- Patagioenas inornata, paloma boba;

Grupo plumbea (Oenoenas). Pequeño tamaño, pico pequeño. Un solo arrullo alto.
- Patagioenas plumbea, paloma plomiza;
- Patagioenas subvinacea, paloma vinosa;
- Patagioenas nigrirostris, paloma piquicorta;
- Patagioenas goodsoni, paloma oscura.